# Semeador
Semeador é o terceiro álbum de estúdio da banda de rock cristão Rebanhão, lançado em outubro de 1986 pela gravadora PolyGram. É o primeiro do grupo sem ter Janires como um dos vocalistas, e conta com composições dos integrantes da própria banda, Carlinhos Felix e Pedro Braconnot e de outros letristas, como Sérgio Pimenta em "Viajar" e de Lucas Ribeiro em "Paz do Senhor".
O disco, primeiro pela multinacional, na época, visava "fazê-lo tocar em todas as rádios AM e FM", pois, segundo o coordenador de divulgação nos estados da gravadora, Luis Ubiratan, "é um conjunto forte, fácil de penetrar no mercado não-evangélico". Na turnê do disco, a banda se apresentou em teatros, eventos, expandindo a sua popularidade, na época, o conjunto de músicos protestantes mais notória do Brasil. Musicalmente, a banda abandonou parte das influências da tropicália em sua música, sendo um dos registros mais voltados ao pop em sua discografia.
A obra foi produzida por Jota Costa, na época diretor da PolyGram, juntamente com o Rebanhão. Ainda, há a participação de Sidney Ferreira na bateria e Natan Brito nos vocais de apoio, ambos integrantes da Banda & Voz.

## Antecedentes
Em 1983, o Rebanhão lançou Luz do Mundo, segundo álbum da carreira. Diferentemente do projeto de ideia, o trabalho trouxe a estreia de Paulo Marotta como vocalista ao lado de Janires. Em 1984, por sua vez, os esforços do grupo se voltaram ao primeiro trabalho solo de Janires, chamado Janires e Amigos. Além disso, o grupo preparou um single de natal chamado "Paz pra Cidade", em edição limitada de 200 cópias. A música fez parte, depois, da coletânea Ponto de Encontro (1987).
Nessa mesma época, a banda passou por uma mudança de formação. O fundador e vocalista Janires anunciou saída do grupo e mudou-se para Belo Horizonte. E Kandell, o baterista, também decidu deixar o Rebanhão. Em seu lugar, ingressou Fernando Augusto. Sobre a época e a entrada no grupo, ele disse:
Após a minha saída da Igreja Episcopal, fui convidado pelo amigo Marcos Brito, guitarrista da Banda & Voz, a conhecer a Igreja de Nova Vida da Tijuca, onde conheci o Carlinhos Felix (pois tocávamos juntos na banda da igreja) e aí, num certo dia ele me convidou para entrar na banda.
Na época, o Rebanhão era uma das bandas evangélicas de maior sucesso comercial e sua popularidade já se dava em grande parte do Brasil. A notoriedade do grupo atraiu a atenção da PolyGram, que decidiu contratar a banda.

## Gravação
O álbum foi gravado nos Estúdios Transamérica e no Estúdio Top Tape, ambos do Rio de Janeiro, com produção de Jota Costa e co-produção da própria banda. Diferentemente dos anteriores, o projeto teve maior participação de Pedro Braconnot nas composições e vocais. O tecladista estreou vocais nas músicas "A Flor do Campo" e "Mar de Amor". Carlinhos Felix seguiu como principal compositor e vocalista do Rebanhão.
Pela primeira vez, a banda gravou composições de músicos externos: "Viajar", de Sergio Pimenta, e "Paz do Senhor", de Lucas Ribeiro. Ribeiro ainda foi co-autor de "Vinde as Águas" ao lado de Carlinhos Felix. Sidney Ferreira, baterista do Banda & Voz, chegou a gravar no disco, além do vocalista Natan Brito, que fez backings.

## Lançamento e legado
| Críticas profissionais | Críticas profissionais |
| Avaliações da crítica  | Avaliações da crítica  |
| Fonte                  | Avaliação              |
| ---------------------- | ---------------------- |
| O Propagador           | [ 2 ]                  |
| Super Gospel           | [ 11 ]                 |

Semeador foi lançado em outubro de 1986 pela gravadora PolyGram. Retrospectivamente, o projeto recebeu uma crítica favorável de Davih Benicio. Ele defendeu que "Semeador foi o álbum que finalmente pôs Carlinhos Félix como frontman e guitarrista da banda e que "as músicas atravessaram e marcaram gerações, até o dia de hoje".
O guia discográfico do O Propagador atribuiu uma cotação de 3,5 estrelas de 5 a Semeador, com a justificativa de que "a falta das composições de Janires são notáveis, mas desta vez há uma maior unidade no quarteto com a entrada do novo baterista Fernando Augusto".
Em 2019, o projeto foi eleito o 44º melhor álbum da década de 1980 em lista publicada pelo portal Super Gospel, com cotação de 3,5 estrelas de 5.

## Faixas
A seguir lista-se as faixas, compositores e durações de cada canção de Semeador.
| Lado A |                       |                 |                 |         |  |
| N.º    | Título                | Compositor(es)  | Vocais          | Duração |  |
| 1.     | "Semeador"            | Pedro Braconnot | Paulo Marotta   | 3:22    |  |
| 2.     | "Pastor da Minh'Alma" | Carlinhos Felix | Carlinhos Felix | 3:41    |  |
| 3.     | "Viajar"              | Sergio Pimenta  | Paulo Marotta   | 3:08    |  |
| 4.     | "Disse Jesus"         | Carlinhos Felix | Carlinhos Felix | 3:22    |  |
| 5.     | "A Flor do Campo"     | Pedro Braconnot | Pedro Braconnot | 3:51    |  |

| Lado B |                    |                                 |                 |         |  |
| N.º    | Título             | Compositor(es)                  | Vocais          | Duração |  |
| 1.     | "Vinde às Águas"   | Carlinhos Felix e Lucas Ribeiro | Carlinhos Felix | 3:44    |  |
| 2.     | "Não Julgueis"     | Carlinhos Felix                 | Paulo Marotta   | 3:32    |  |
| 3.     | "Mar de Amor"      | Pedro Braconnot                 | Pedro Braconnot | 2:46    |  |
| 4.     | "Paz do Senhor"    | Lucas Ribeiro                   | Carlinhos Felix | 3:04    |  |
| 5.     | "Seu Melhor Amigo" | Carlinhos Felix                 | Carlinhos Felix | 3:01    |  |

## Ficha técnica
A seguir estão listados os músicos e técnicos envolvidos na produção de Semeador:
Banda
- Carlinhos Felix - vocal, guitarra, violão
- Pedro Braconnot - vocal, teclado, piano, sintetizadores
- Paulo Marotta - vocal, baixo
- Fernando Augusto - bateria, vocal de apoio

Músicos convidados e equipe técnica
- Natan Brito - vocal de apoio
- Sidney Ferreira - bateria
- Jota Costa - produção musical
- Harley - mixagem

Projeto gráfico
- Paulo Ricardo - fotos
- Mariano Martins - design